# Cemre Gümeli
Cemre Gümeli (Estambul, 24 de septiembre de 1993) es una actriz, bailarina y modelo turca, conocida por interpretar el papel de Deniz Koparan en la serie Bay Yanlış.

## Biografía
Cemre Gümeli nació el 24 de septiembre de 1993 en Estambul (Turquía), de madre Gaye Gümeli y padre Doğan Gümeli. Además de actuar, practica yoga, ballet y pilates.

## Carrera
Cemre Gümeli realizó sus estudios de actuación en la Universidad de Bilgy y luego siguió una carrera como modelo. En 2014, se mudó a Nueva York para estudiar actuación y ballet en la Royal Academy of Dance. En 2011, apareció en la película Game of Hera dirigida por Kıvanç Sezer.
Después de graduarse de la ciudad de Nueva York, regresó a Turquía, donde consiguió el papel de Simay en la serie emitida en Kanal D Tatlı İntikam en 2016. En 2015 interpretó el papel de Puck en la obra A Mid Summer Night's Dream dirigida por Caghan Suzgun, en el teatro Istasyon. De 2017 a 2019 interpretó el papel de Lady Anne en la obra Richard dirigida por Yiğit Sertdemir, en el teatro Kumbaracı 50.
En 2018 interpretó el papel de Hande Fettah en la miniserie emitida en Show TV Servet. En 2018 y 2019 interpretó el papel de Cansu Kara en la serie emitida en TRT 1 Elimi Bırakma. En el 2019 y el 2020 apareció en la serie web Puma.
En 2020, se unió al elenco de la serie emitida en Fox Bay Yanlış, donde interpretó el papel de la abogada Deniz Koparan, novia del personaje Ozan Dinçer (interpretado por Serkay Tütüncü). En 2021 y 2022 interpretó el papel de Meryem en la serie emitida en TRT 1 Barbaroslar: Akdeniz'in Kılıcı. En 2023 interpretó el papel de Süreyya de joven en la serie emitida en Star TV Yüz Yıllık Mucize.

## Vida personal
Cemre Gümeli desde 2020 está vinculado sentimentalmente con el actor Serkay Tütüncü, conocido en el set de la serie Bay Yanlış.

## Filmografía

### Cine
| Año  | Título       | Director     |
| ---- | ------------ | ------------ |
| 2011 | Game of Hera | Kıvanç Sezer |

### Televisión
| Año       | Título                         | Personaje       | Cadeña  | Notas        |
| --------- | ------------------------------ | --------------- | ------- | ------------ |
| 2016      | Tatlı İntikam                  | Simay           | Kanal D | 30 episodios |
| 2018      | Servet                         | Hande Fettah    | Show TV | 4 episodios  |
| 2018-2019 | Elimi Bırakma                  | Cansu Kara      | TRT 1   | 43 episodios |
| 2020      | Bay Yanlış                     | Deniz Koparan   | Fox     | 14 episodios |
| 2021-2022 | Barbaroslar: Akdeniz'in Kılıcı | Meryem          | TRT 1   | 22 episodios |
| 2023      | Yüz Yıllık Mucize              | Süreyya (joven) | Star TV | ¿?           |
| 2023      | Yalı Çapkını                   | Talih Özgün     | Star TV | 4 episodios  |

### Web TV
| Año       | Título |
| --------- | ------ |
| 2019-2020 | Puma   |

## Teatro
| Año       | Título        | Personaje | Director        | Teatro              |
| --------- | ------------- | --------- | --------------- | ------------------- |
| 2015      | Caghan Suzgun | Puck      | Caghan Suzgun   | Teatro Istasyon     |
| 2017-2019 | Richard       | Lady Anne | Yiğit Sertdemir | Teatro Kumbaracı 50 |